# NGC 440
NGC 440 је спирална галаксија у сазвежђу Тукан која се налази на NGC листи објеката дубоког неба.
Деклинација објекта је - 58° 16' 58" а ректасцензија 1h 12m 48,4s. Привидна величина (магнитуда) објекта NGC 440 износи 12,9 а фотографска магнитуда 13,7. NGC 440 је још познат и под ознакама ESO 113-25, AM 0110-583, PGC 4361.